# Mimetismo vaviloviano
Na botânica, mimetismo vaviloviano (também conhecido por mimetismo de cultura ou mimetismo de erva daninha  ) é uma forma de mimetismo em plantas onde uma erva daninha passa a compartilhar uma ou mais características com uma planta domesticada por meio de gerações de seleção artificial . Seu nome é em homenagem a um importante geneticista botânico russo chamado Nikolai Vavilov.  A seleção contra a erva daninha pode ocorrer matando uma erva daninha jovem ou adulta, separando suas sementes das da cultura (joeiramento) ou ambos. Isso tem sido feito manualmente desde o período neolítico e, nos anos mais recentes, por máquinas agrícolas .
O mimetismo vaviloviano é uma bom exemplo da seleção não intencional por humanos. Embora os agentes seletivos humanos possam estar cientes de seu impacto no pool genético local de ervas daninhas, tais efeitos vão contra os objetivos dessas plantações. Os capinadores não querem selecionar ervas daninhas que são cada vez mais semelhantes às plantas cultivadas, mas a única outra opção é deixar as ervas daninhas crescerem e competirem com as lavouras por luz solar e nutrientes . Situações semelhantes incluem resistência a antibióticos e, de natureza semelhante ao mimetismo de cultura, resistência a herbicidas . Isso pode ser contrastado com outras formas de seleção artificial que tendem a um resultado favorável, como a reprodução seletiva . Tendo adquirido muitas qualidades desejáveis ao serem submetidos a pressões seletivas semelhantes, os mímicos vavilovianos podem eventualmente ser domesticados. Vavilov chamou essas ervas daninhas de culturas secundárias .

## Classificação e comparações
O mimetismo vaviloviano pode ser classificado como reprodutivo, agressivo (parasitário) e, no caso de culturas secundárias, mutualístico. É uma forma de mimetismo disjuntor com o modelo agradável ao enganado. Em complexos de mimetismo disjuntos, três espécies diferentes estão envolvidas como modelo, imitador e enganador — a erva daninha, imitando um modelo de cultivo protegido, com humanos como receptores de sinal. O mimetismo vaviloviano carrega uma semelhança considerável com o mimetismo batesiano (em que um organismo inofensivo imita uma espécie nociva) em que a erva daninha não compartilha as propriedades que dão ao modelo sua proteção, e tanto o modelo quanto o enganado (neste caso, humanos) são afetados negativamente por isso. No entanto, existem algumas diferenças importantes; no mimetismo batesiano, o modelo e o receptor do sinal são inimigos (o predador comeria a espécie protegida se pudesse), enquanto que aqui a cultura e seus cultivadores humanos estão em uma relação mutualística : a cultura se beneficia de ser dispersa e protegida pelas pessoas, apesar de ser comido por eles. Na verdade, a única "proteção" relevante da cultura aqui é sua utilidade para os humanos. Em segundo lugar, a erva daninha não é comida, mas simplesmente morta (seja diretamente ou não plantando a semente). A única motivação para matar a erva daninha é seu efeito no rendimento das colheitas. Os fazendeiros preferem não ter nenhuma erva daninha, mas um predador morreria se não tivesse uma presa para comer, mesmo que fosse difícil identificá-las. Finalmente, não há equivalente conhecido do mimetismo vaviloviano em ecossistemas inalterados pelos humanos.
Delbert Wiens argumentou que as colheitas secundárias não podem ser classificadas como mímicas, porque resultam da seleção artificial em oposição à seleção natural, e porque o agente seletivo é uma máquina . Sobre este primeiro ponto, Georges Pasteur aponta que a "seleção artificial indireta" é involuntária e, portanto, não é diferente da seleção natural. > O fato de o receptor do sinal ser um objeto inanimado certamente se desvia do caso normal de um humano que percebe o sinal, mas o resultado não é diferente daquele da seleção manual que vem ocorrendo desde a Revolução Neolítica .

## Exemplos

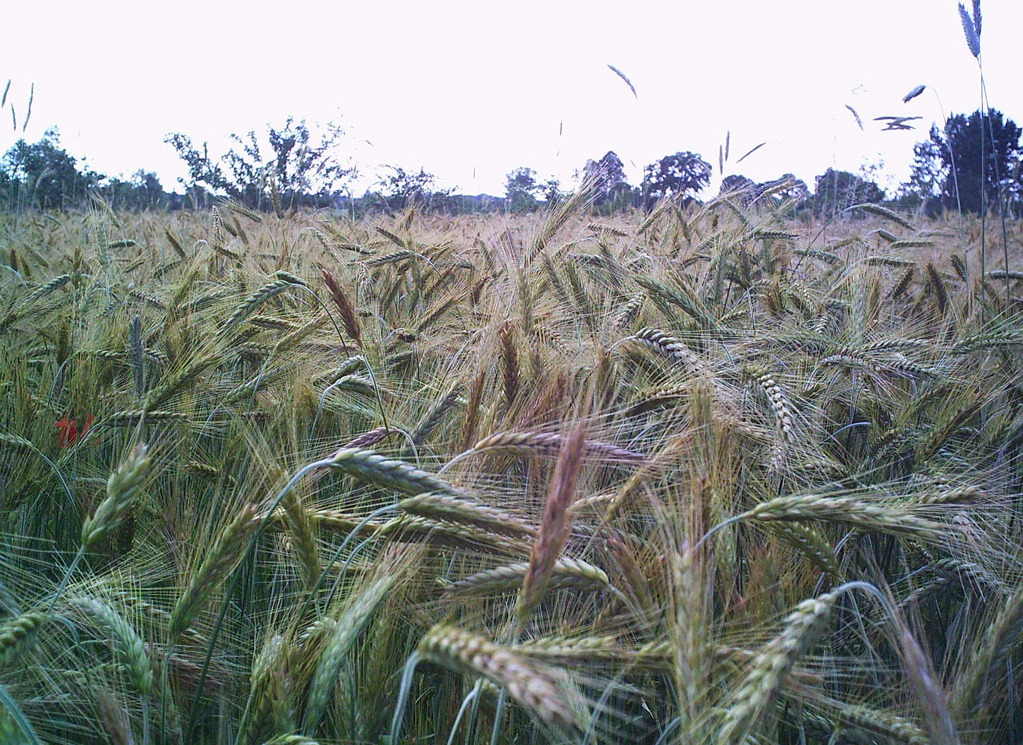
O centeio é uma cultura secundária, originalmente uma erva daninha mimética do trigo.

Um caso de mimetismo vaviloviano é o ouro-do-prazer ou falso linho (Camelina sativa linicola), que se parece muito com o linho (Linum usitatissimum) e ocorre com ela no campo. O ouro-do-prazer é descendente de Camelina gabrata, uma espécie selvagem; seu nome subespecífico linicola significa "aquele que vive com linho". Capinar a planta adulta é impraticável; em vez disso, eles são separados com base nas propriedades da semente . Isso é feito por uma máquina de joeirar, que neste caso atua como um receptor de sinal inanimado. As sementes que são lançadas à mesma distância das sementes de linhaça foram selecionadas, tornando quase impossível separar as sementes dessas duas espécies.

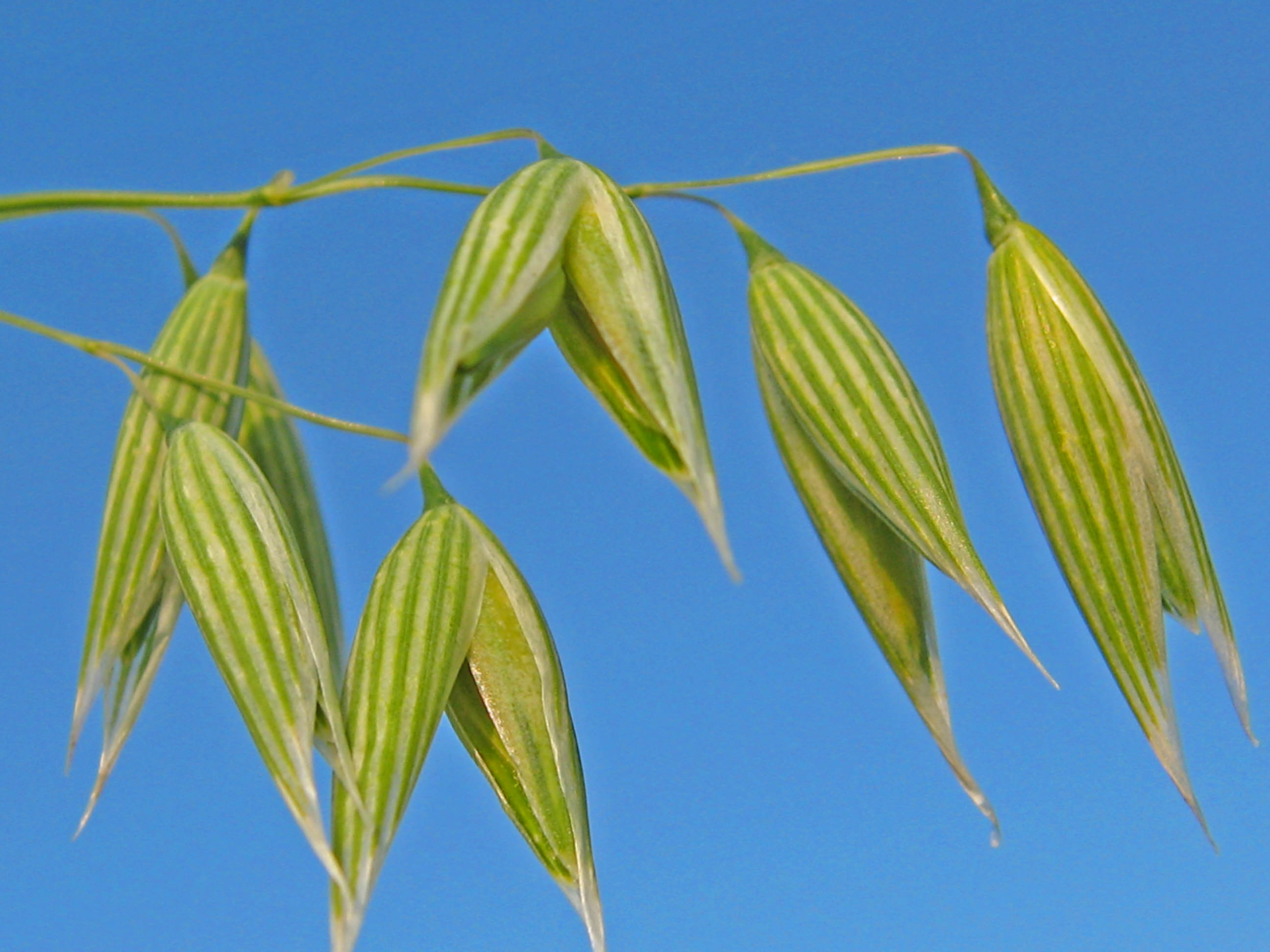
Embora agora seja uma cultura importante, a aveia já foi apenas mais uma erva daninha

Outro exemplo é o centeio ( Secale cereale ), uma erva derivada do centeio selvagem ( Secale montanum ), uma espécie mediterrânea amplamente distribuída. O centeio era originalmente apenas uma erva daninha que crescia com trigo e cevada, mas sofreu pressões seletivas semelhantes às plantações. Como o trigo, passou a ter sementes maiores e fusos mais rígidos aos quais as sementes são fixadas. No entanto, o trigo é uma planta anual, enquanto o centeio selvagem é perene . No final de cada estação de cultivo, o trigo produz sementes, enquanto o centeio selvagem não o faz e é, portanto, destruído à medida que o solo pós-colheita é arado . No entanto, existem mutações ocasionais onde exemplares geram sementes. Eles foram protegidos da destruição e, portanto, o centeio evoluiu para se tornar uma planta anual.
O centeio é uma planta mais resistente do que o trigo, conseguindo sobreviver em condições mais adversas. Tendo se tornado uma cultura pré-adaptada através do mimetismo do trigo, o centeio foi então posicionado para se tornar uma planta cultivada em áreas onde o solo e as condições climáticas favoreciam sua produção, como terrenos montanhosos.
Esse destino é também compartilhado com a aveia (Avena sativa), que também tolera condições mais difíceis e, como o centeio, crescia como erva daninha ao lado do trigo e da cevada. Derivado de uma espécie selvagem (Avena sterilis), tornou-se, portanto, uma cultura em seu próprio direito. Mais uma vez em paralelo ao trigo, centeio e outros cereais, a aveia desenvolveu fusos resistentes que evitam que as sementes caiam facilmente, e outras características que também ajudam na dispersão natural tornaram-se vestigiais, incluindo os aristos que permitem que elas se enterrem sozinhas.
A linhaça-dodder (Cuscuta epilinum) é uma trepadeira que cresce em torno de plantas de linho e linhaça. Assim como nos outros casos, suas sementes ficaram maiores. Uma variedade mutante com semente dupla tornou-se predominante, pois o tamanho da semente foi mais uma vez o personagem sobre o qual a seleção atuou.
A seleção também pode ocorrer na fase vegetativa, por meio da sacha manual. A sacha geralmente ocorre quando a planta da cultura é muito jovem e mais vulnerável. Echinochloa oryzoides, uma espécie de grama encontrada como erva daninha nas plantações de arroz (Oryza sativa), é semelhante ao arroz e suas sementes costumam ser misturadas ao arroz e são difíceis de separar. Essa semelhança próxima foi reforçada pelo processo de remoção de ervas daninhas, que é uma força seletiva que aumenta a semelhança da erva daninha em cada geração subsequente.